# Левін Костянтин Владиславович
Костянти́н Владисла́вович Ле́він (12 лютого 1970 — 13 квітня 2016) — молодший сержант Збройних сил України, учасник російсько-української війни.

## Життєпис
Народився 1970 року у місті Харків, де й створив сім'ю, працював на будівництві житла.
На початку 2014 року мобілізований у першу хвилю мобілізації, служив в прикордонних військах. По закінченні терміну служби вирішив залишитися у військах, служив в Харківському військкоматі, пізніше знову вирушив на передову.
Молодший сержант, вояк 54-го окремого розвідувального батальйону.
13 квітня 2016 року загинув від кулі снайпера поблизу села Травневе (Бахмутський район).
Похований в місті Харків, Безлюдівське кладовище.
Без Костянтина лишилися батьки, дружина та донька 1999 р.н.

## Нагороди та вшанування
- указом Президента України № 421/2016 від 29 вересня 2016 року «за особисту мужність і високий професіоналізм, виявлені у захисті державного суверенітету та територіальної цілісності України, вірність військовій присязі» — нагороджений орденом «За мужність» III ступеня (посмертно)[1].